# 福島県東方沖地震
福島県東方沖地震（ふくしまけんとうほうおきじしん）は、1938年（昭和13年）11月5日に福島県沖で発生したMj 7.5の地震、あるいは11月5日から同年12月にかけて福島県沖で発生した一連の群発地震活動を指す。塩屋崎沖地震（しおやさきおきじしん）とも呼ばれる。同年5月23日に茨城県沖で発生した地震を前駆活動として、あるいは一連の地震活動の一つとして含めることもあるが、本記事においては11月以降に発生した地震を扱う。

## 概要
1938年11月5日17時43分にMj 7.5の地震が発生し、宮城県、福島県、茨城県で震度5を観測したほか、この地震により津波が発生し、宮城県花淵（現七ヶ浜町）で113cm・鮎川で104cm・福島県小名浜で107cm等が観測された。その後11月5日19時50分にMj 7.3、11月6日にMj 7.4と、正断層型・逆断層型を取り混ぜて規模の大きな地震が連続して発生し、地震調査研究推進本部はこれらの地震を繰り返し発生する福島県沖地震として扱っている。
その後、群発地震活動となりM5からM6クラスの地震が多発した。一連の地震活動では11月中に有感地震を300回、12月に23回観測し、11月30日までに津波を7回観測している。これらの津波の波源域は重なりながらも徐々に南から北へ移動し、その全長は200kmにも及んだ。

### 被害
一連の地震で福島県で死者1名・負傷者9名。また、福島県で建物の全壊20棟・半壊71棟・崖崩れ4カ所などの被害があった。

## M7以上の地震

### 1938年11月5日17時43分
1938年11月5日17時43分に北緯36度55.5分、東経141度55.1分の福島県いわき市東方沖を震源として発生した。地震の規模はMj 7.5(Mw 7.8)、震源の深さは43kmで、プレート境界で発生した低角逆断層型の地震である。宮城県、福島県、茨城県で最大震度5を観測した。大きく2つのアスペリティがすべったとされ、アスペリティ1の平均すべり量は3.69m、アスペリティ2の平均すべり量は3.27mだった。津波の初動はすべて押し波であり、これは地震波の解析から低角逆断層型であったことに対応する。津波の全振幅は小名浜で107cmのほか、宮古・八戸でも観測した。波源域の南半分は同年に発生した茨城県沖の地震の波源域とも重なり、波源域の全長は130kmと余震域と合致しない。

#### 各地の震度
震度4以上を観測した地点は次の通り。
| 震度 | 都道府県 | 観測所             |
| ---- | -------- | ------------------ |
| 5    | 宮城県   | 仙台・石巻         |
| 5    | 福島県   | 福島・小名浜       |
| 5    | 茨城県   | 水戸・筑波山測候所 |
| 4    | 山形県   | 山形               |
| 4    | 茨城県   | 柿岡               |
| 4    | 栃木県   | 足尾測候所・宇都宮 |
| 4    | 群馬県   | 前橋               |
| 4    | 埼玉県   | 熊谷               |
| 4    | 東京都   | 東京               |
| 4    | 神奈川県 | 横浜               |
| 4    | 山梨県   | 甲府・船津         |

### 1938年11月5日19時50分
最初の地震から約2時間後の1938年11月5日19時50分に北緯37度25.7分、東経141度28.3分の福島県浪江町東方沖を震源として発生した。地震の規模はMj 7.3(Mw 7.7)、震源の深さは30kmで、プレート境界で発生した低角逆断層型の地震である。宮城県と福島県で最大震度5を観測した。最初の地震よりも陸寄りの大きく3つのアスペリティがすべったとされ、アスペリティ1の平均すべり量は2.95m、アスペリティ2の平均すべり量は2.97m、アスペリティ3の平均すべり量は2.91mだったほか、アスペリティの一部が17時43分ごろの地震の一部に重なっている。津波は17時43分ごろの地震によるものに重なって観測されたが、位相の変化から波源域は北方に移ったものと推定される。初動は押し波で、これは地震波の解析から低角逆断層型であったことに対応する。

#### 各地の震度
震度4以上を観測した地点は次の通り。
| 震度 | 都道府県 | 観測所                   |
| ---- | -------- | ------------------------ |
| 5    | 宮城県   | 仙台・石巻               |
| 5    | 福島県   | 福島・小名浜             |
| 4    | 岩手県   | 宮古                     |
| 4    | 山形県   | 山形                     |
| 4    | 茨城県   | 水戸・柿岡・筑波山測候所 |
| 4    | 埼玉県   | 熊谷                     |
| 4    | 山梨県   | 甲府                     |

### 1938年11月6日17時53分
1938年11月6日17時53分51秒に北緯37度22.1分、東経141度53.5分の福島県浪江町東方沖を震源として発生した。地震の規模はMj 7.4(Mw 7.7)、震源の深さは10kmで、正断層型の地震である。福島県で最大震度5を観測した。11月5日19時50分の地震よりも沖合を波源域とし、ABE(1976)は気象庁による震央よりも大幅に沖合いに震央を再決定した。小名浜と鮎川で津波の初動を引き波で観測し、特に鮎川の引き波の初動は明瞭だった。これは陸寄りの海底が沈降したことを示し、地震波の解析により正断層型の地震であったこととも対応する。内閣府の想定ではこの地震をプレート内で発生した地震としている。

#### 各地の震度
震度4以上を観測した地点は次の通り。
| 震度 | 都道府県 | 観測所                   |
| ---- | -------- | ------------------------ |
| 5    | 福島県   | 福島・小名浜             |
| 4    | 宮城県   | 仙台・石巻               |
| 4    | 秋田県   | 秋田                     |
| 4    | 山形県   | 山形                     |
| 4    | 茨城県   | 水戸・柿岡・筑波山測候所 |